# Kristian Blummenfelt
Kristian Blummenfelt (Bergen, 14 febbraio 1994) è un triatleta norvegese, campione olimpico ai Giochi di Tokyo 2020 nella gara individuale.

## Biografia
Nel corso della sua carriera ha vinto una medaglia di bronzo nella serie dei Campionati del mondo di triathlon del 2017, con 4.281 punti, alle spalle degli iberici Mario Mola e Javier Gómez.
Ha vinto, inoltre, due bronzi agli europei: il primo nella categoria junior  nell'edizione del 2012 e il secondo nella categoria élite nell'edizione del 2015.
Ha vinto, i  campionati nazionali norvegesi di triathlon olimpico nel 2012, nel 2013 e nel 2015 e i campionati nazionali sprint nel 2014 e nel 2016.
Ha rappresentato la Norvegia ai Giochi olimpici estivi di Rio de Janeiro 2016, dove si è classificato tredicesimo nella prova individuale. 
Il 26 luglio 2021 si è laureato campione olimpico ai Giochi di Tokyo 2020, nella gara individuale, precedendo sul podio il britannico Alex Yee e il neozelandese Hayden Wilde, grazie al tempo di 1'45"04. Nell'occasione, subito dopo aver tagliato il traguardo, ha avuto un malore, conseguente allo sforzo fisico ed alle alte temperature che hanno contraddistinto lo svolgimento della gara. L'atleta è stato soccorso e accompagnato in sedia a rotelle ad eseguire dei controlli e poi si è ripreso.
All'esordio nell'Ironman il 21 novembre 2021 a Cozumel Blumenfeld ha vinto in 7h 21m 12s, abbassando di 6m e 41s il record del mondo detenuto da Jan Frodeno.

## Palmarès
- Giochi olimpici

 Oro a Tokyo 2020
- Campionati mondiali di triathlon

 Bronzo a Serie 2017
- Campionati europei di triathlon

 Bronzo a Eilat 2012
 Bronzo a Ginevra 2015
• ironman
Oro finale europeo Francoforte